# 대구강동초등학교
대구강동초등학교는 대한민국 대구광역시 동구 신서동에 있는 공립 초등학교다.

## 연혁
- 2003-02-08 대구강동초등학교 설립 인가
- 2004-03-01 대구강동초등학교 개교 (23학급, 836명) 대구강동초등학교 병설유치원 개원 (2학급) 초대 박용구 교장 취임
- 2005-02-16 제1회 졸업(113명)
- 2005-03-01~2007-02-28 대구광역시교육청지정'저학년 방과후 교실'시범학교운영
- 2005-03-01 27학급 편성(유치원2학급, 종일반1학급 편성)
- 2006-02-17 제2회 졸업(116명,누계 229명)
- 2006-03-01 제2대 류시용 교장 취임 34학급 편성(유치원 2학급, 종일반 1학급 편성)
- 2007-02-14 제3회 졸업(135명, 누계 364명)
- 2008-02-21 제4회 졸업(188명, 누계 552명)
- 2008-03-01 44학급 편성(1,469명), (유치원 2학급,종일반 1학급 편성)
- 2009-02-12 제5회 졸업(179명, 누계 731명)
- 2009-03-01 45학급 편성(유치원 2학급, 종일반 1학급 편성)
- 2010-02-11 제6회 졸업식(225명, 총 졸업생수 956명)
- 2010-03-01~2011-02-28 대구광역시교육청지정 진로교육 시범학교 운영
- 2010-03-01 46학급 편성(유치원 2학급, 종일반 1학급 편성)
- 2010-11-01 학습부진 학생 책임지도(장려)
- 2010-12-08 사이버 청정학교 전국 최우수 선정
- 2010-12-13 학교 평가 우수
- 2011-02-16 제7회 졸업식 212명, 총 졸업생 수 1168명)
- 2011-03-19 2011 대구광역시 소년체육대회 배드민턴 여초부 준우승
- 2011-09-01 제4대 지병균 교장 취임
- 2011-09-21 2011 대구광역시 과학동아리발표대회 과학발명 장려
- 2011-11-04 제13회 대구광역시 시장배 종별배드민턴 선수권대회 여초부 단체전 준우승
- 2011-12-07 2011 대구광역시교육감배 학교스포츠클럽대회 프리테니스 남초부 3위
- 2011-12-21 2011 주제가 있는 학교 특색 경영 우수 학교 선정
- 2012-02-16 제8회 졸업(279명 , 총 졸업생 수 1,447명)
- 2012-03-01 46학급 편성(유치원 2학급, 종일반 1학급 편성)
- 2013-02-15 제9회 졸업(253명 총 졸업생 수 1700명)
- 2013-03-01 47학급 편성(유치원 2학급, 방과후 과정 2학급 편성)
- 2013-09-01 제5대 김기생 교장 취임
- 2014-02-07 유치원 제10회 졸업(28명, 총 졸업생 수 525명)
- 2014-02-14 제10회 졸업(233명, 총 졸업생 수 1932명)
- 2014-03-01 47학급 편성(유치원 2학급, 방과후 과정 2학급)
- 2014-09-01 제6대 김원식 교장 취임
- 2015-02-13 제11회 졸업식(257명, 총 수 2,190명)